# Blastochoria
Blastochoria – sposób przenoszenia diaspor polegający na wzroście pędów na długość i pozostawianiu diaspor w pewnej odległości od rośliny macierzystej.
Pędy leżące na ziemi lub podziemne (kłącza i rozłogi) wydłużając się, przenoszą kwiaty, owoce i nasiona (czyli diaspory generatywne) na mniejszą (np. 2 m w przypadku rdestu ptasiego) lub większą odległość (np. do 10 m w przypadku kłączy trzciny pospolitej). Formą blastochorii jest także wydłużanie się szypułek kwiatowych u roślin geokarpicznych.